# Marija Vukman
Marija Vukman r. Lozovina ( Seget Donji,1920. – ?), komunistička revolucionarka, sudionica NOR-a i društveno-politička radnica.

## Životopis
Marija Vukman rođena je u Donjem Segetu kraj Trogira (tadašnjoj pokrajini Dalmaciji u sklopu Kraljevstva SHS), Hrvatica, domaćica. U srpnju 1942. postaje prva predsjednica Odbora žena (kasniji AFŽ) Seget Donji.
U partizane stupa 15. kolovoza 1942. Članica KPH.
02. ožujka 1943., na 1. kotarskoj konferenciji AFŽ Hrvatske - Trogir. u Sapinim Docima izabrana je kao nova predsjednica KO AFŽH Trogir, te je zamijenila Katu Poljičanin.
Borkinja Šibensko-trogirskog partizanskog odreda i Devete dalmatinske brigade - komesarica bataljona.
Sestra Joze Lozovine Mosora i supruga Ante Vukmana Bebe.
Sudioništvo u NOR-u priznato joj je u dvostrukom stažu od 1941.